# Троски (город, Миннесота)
Троски (англ. Trosky) — город в округе Пайпстон, штат Миннесота, США. На площади 4,3 км² (4,3 км² — суша, водоёмов нет), согласно переписи 2002 года, проживают 116 человек. Плотность населения составляет 27 чел./км².
- Телефонный код города — 507
- Почтовый индекс — 56177
- FIPS-код города — 27-65542[1]
- GNIS-идентификатор — 0653333[2]